# Sebastian Ryttersgaard
Sebastian Ryttersgaard (født 22. december 1999 i Aalborg) er en cykelrytter fra Danmark, der er på kontrakt hos Aalborg-Sparekassen Danmark.